# 拉坦前列素
拉坦前列素 (INN:latanoprost)，以品牌名稱Xalatan（舒而坦）等於市場上銷售，是一種用於治療眼壓升高的藥物。包括高眼壓症和開角型青光眼。拉坦前列素以眼藥水形式滴入眼睛（眼部給藥）使用。藥效通常在四小時內開始顯現，可持續長達一天。
施用後常見的副作用有視力模糊、眼睛發紅、搔癢和虹膜顏色變深。拉坦前列素屬於前列腺素類似物類藥物。它的作用機制是通過增加眼睛內房水經由葡萄膜鞏膜通道的排出量來降低眼壓。
拉坦前列素於1996年在美國和歐洲聯盟獲准用於醫療用途。它已名列世界衛生組織基本藥物標準清單之中。市面上有此藥物的通用名藥物（學名藥）販售。在2022年，它是美國開立處方排名第67位的藥物，處方箋的數目超過900萬張。市場上也有拉坦前列素與奈他舒地爾組成的固定劑量複方藥（奈他舒地爾/拉坦前列素），以及與噻嗎洛爾組成的固定劑量複方藥（拉坦前列素/噻嗎洛爾）。

## 醫療用途
在美國，拉坦前列素適用於降低開角型青光眼或高眼壓症患者具有的高眼壓症狀。

### 開角型青光眼

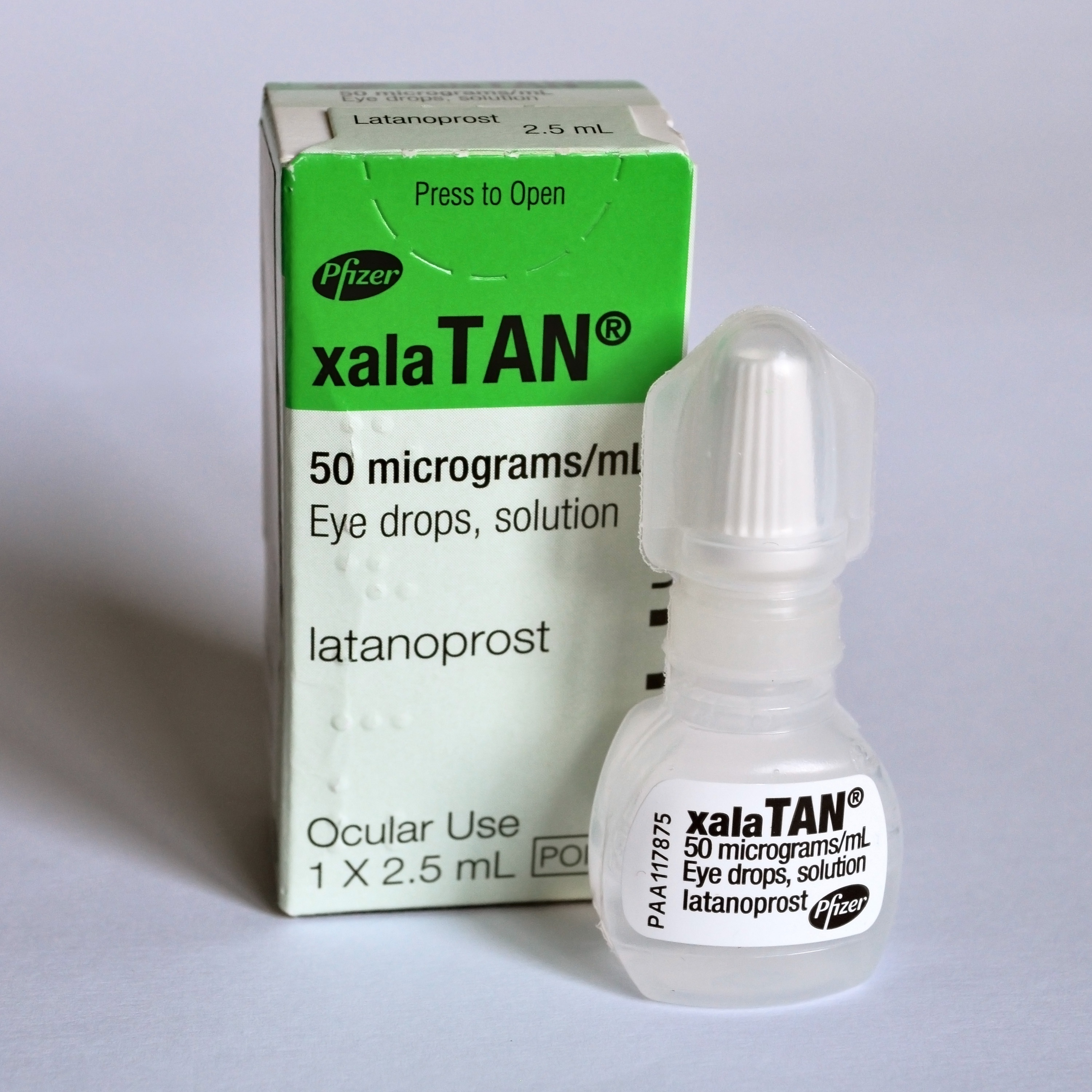
輝瑞製藥銷售有拉坦前列腺成分的眼藥水。

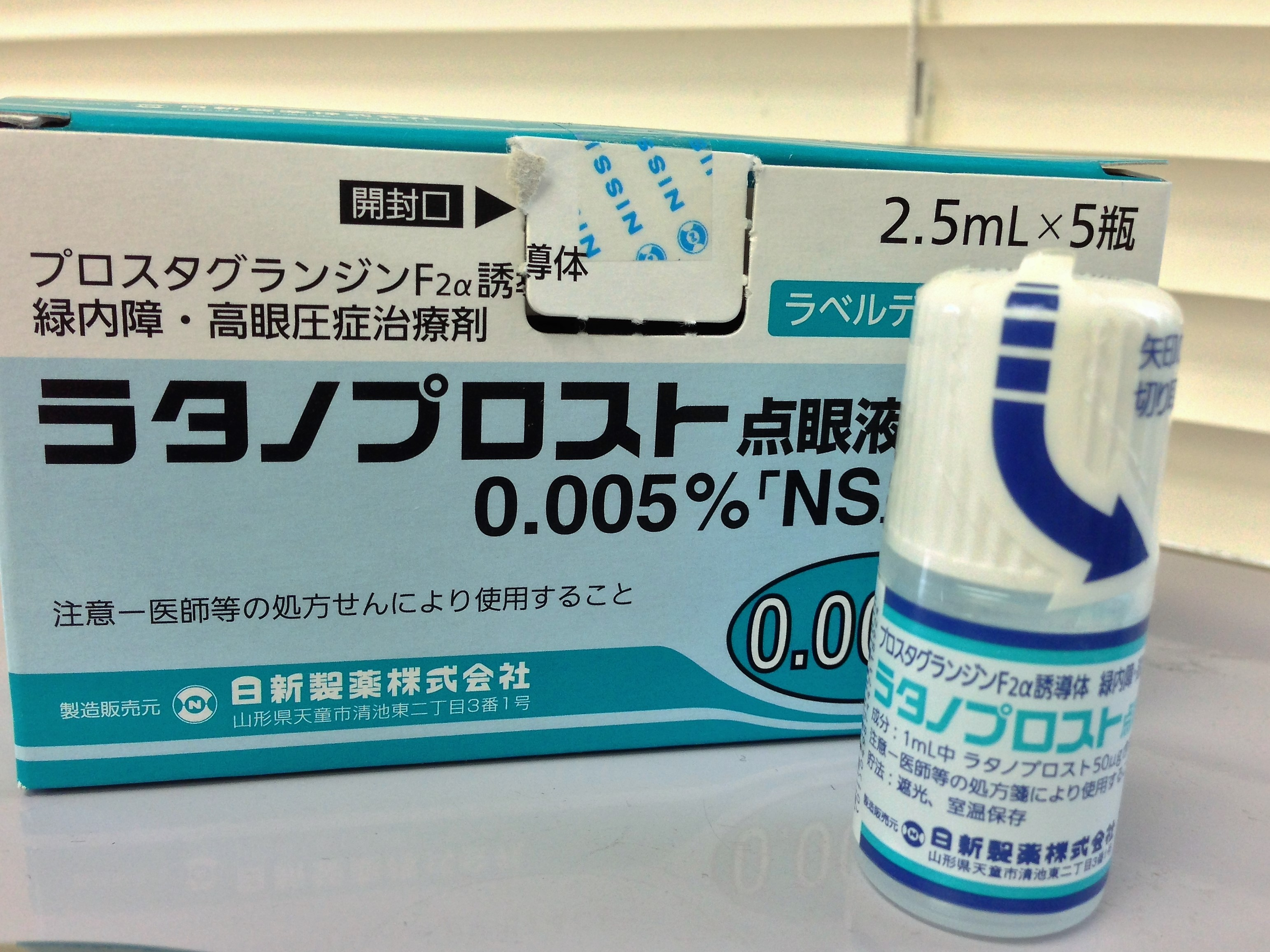
日語包裝，有拉坦前列素成分的眼藥水。

對於患有高眼壓症（眼壓 ≥21毫米汞柱），包括開角型青光眼的患者，使用拉坦前列素治療1至12個月後，眼壓水平可降低22%至39%。在4項大型（樣本數 =163至267）隨機、雙盲試驗中，拉坦前列素在其中3項試驗中比每日兩次使用0.5%噻嗎洛爾更有效。在這些試驗後進行的1年或2年後續追蹤中，使用拉坦前列素顯示出穩定的長期降眼壓效果，且在長期治療過程中沒有療效減弱的跡象。
根據一項統合分析的結果顯示拉坦前列素在降低眼壓 (IOP) 方面比噻嗎洛爾更有效。然而，它經常引起虹膜色素沉澱。但近期的證據表明這種色素沉澱屬於良性，但仍宜對患者進行仔細的終身評估。

### 閉鎖型青光眼
對於接受虹膜切開術和/或虹膜切除術後，但眼壓仍高的患者（包括亞裔美國人），在兩項雙盲單藥治療試驗中，拉坦前列素顯著優於噻嗎洛爾（在第12週和第2週時，使用拉坦前列素組的眼壓降低程度分別為8.2和8.8毫米汞柱，而噻嗎洛爾組的降低程度則為5.2和5.7毫米汞柱）。

## 不良反應
依發生頻率由高至低排列如下：
- 5–15%：視力模糊、灼熱和刺痛感、結膜充血、異物感、搔癢、虹膜色素沉澱增加（呈現棕色，導致虹膜異色症）、賽吉森氏淺層點狀角膜炎（英语：Thygeson's superficial punctate keratopathy）
- 4%：感冒或上呼吸道感染、類流行性感冒症候群
- 1–4%：乾眼症、流淚過多、眼睛疼痛、眼瞼結痂、眼瞼水腫、眼瞼紅斑（充血）、眼瞼疼痛、畏光
- 1–2%：胸痛、過敏性皮膚反應、關節痛、背痛、肌肉痛
- < 1%（僅限嚴重或危及生命的副作用）：氣喘、單純疱疹性角膜炎、虹膜炎、角膜炎、視網膜動脈栓塞、視網膜剝離、中毒性表皮壞死鬆解症（英语：toxic epidermal necrolysi）、葡萄膜炎、糖尿病視網膜病變引起的玻璃體出血（英语：Vitreous hemorrhage）
- 一份個案報告指出使用拉坦前列素，與圓錐角膜的惡化有關聯。[16]

研究顯示在滴完眼藥水後用吸水墊擦拭眼睛，相較於不擦拭掉多餘液體，有可能造成睫毛長度縮短，且眼瞼色素沉澱過度的機率較低。

### 懷孕
懷孕個體使用拉坦前列素眼藥水，滴入眼睛的部分只有極少量會進入血液，因此一般認為對於胎兒無害。

### 母乳哺育
一般認為拉坦前列素眼藥水不會進入母乳，也不會對嬰兒造成任何副作用。

## 交互作用
其交互作用與其他前列腺素類似物相似。矛盾的是，同時使用拉坦前列素和貝美前列素或其他前列腺素，可能會導致眼壓升高。非類固醇抗發炎藥 (NSAIDs) 可能會減弱或增強拉坦前列素的藥效。

## 藥理學

### 作用機制
拉坦前列素酸與其他前列腺素類似物一樣，是前列腺素F2α的類似物，作用是前列腺F受體的選擇性促效劑。前列腺素會增加鞏膜對房水的滲透性。給予拉坦前列素後，會增強前列腺素的鞏膜活性，增加房水排出，而降低眼壓，而降低視神經損傷和視野喪失等併發症的可能性。

### 藥物動力學
拉坦前列素能經由角膜良好吸收。拉坦前列素是一種酯類前體藥物，吸收後會完全水解為具有生物活性的拉坦前列素酸，而發揮藥效。房水中活性酸的最高濃度在滴藥兩小時後達到，眼壓在3至4小時後開始降低，最高效果在8至12小時後出現，藥效至少持續24小時。當拉坦前列素酸進入血液循環後，會迅速在肝臟中通過脂肪酸β-氧化，代謝為1,2-二去甲和1,2,3,4-四去甲拉坦前列素酸，在血漿中的生物半衰期僅為17分鐘。代謝物主要經由腎臟排泄（經由眼藥水局部給藥的有88%，而經由靜脈注射的有98%）。
其活化和去活化途徑與他氟前列素的途徑類似（至少到四去甲代謝物階段）。 （參見他氟前列素#藥物動力學）

拉坦前列素代謝流程，從左至右：拉坦前列素、拉坦前列素酸（活性代謝物）、1,2-二去甲拉坦前列素酸、1,2,3,4-四去甲拉坦前列素酸。

## 化學性質

### 穩定性
拉坦前列素具有熱不穩定和光不穩定的特性。儲存在50°C環境時的拉坦前列素濃度每8.25天會降低10%。儲存在70°C環境時，濃度每1.32天會降低10%。如陽光中的紫外線，會導致拉坦前列素快速降解。

## 社會與文化

### 法律地位
拉坦前列素於1996年在美國和歐洲聯盟獲准用於醫療用途。
歐洲藥品管理局人用醫藥產品委員會於2023年9月採納一項正面意見，建議授予藥品商品名為Catiolanze的拉坦前列素上市許可，該藥品適用於降低成人開角型青光眼、高眼壓症患者、四歲以上兒童和青少年高眼壓症和兒童青光眼的眼壓。]藥品申請人為參天製藥。Catiolanze於2023年11月在歐洲聯盟獲准用於醫療用途。

### 品牌名稱
拉坦前列素以許多品牌名稱於市場上銷售，包括舒而坦 (Xalatan)、Iyuzeh、Xelpros和Catiolanze。
在美國，舒而坦 (Xalatan) 在輝瑞製藥將其子公司Upjohn分拆後，改由暉致公司（Viatris） 銷售。

### 美容用途
拉坦前列素可讓睫毛增長和變粗（如同貝美前列素，在化妝品產業用作睫毛生長促進劑一樣）。